# Pachyurus schomburgkii
Pachyurus schomburgkii är en fiskart som beskrevs av Günther, 1860. Pachyurus schomburgkii ingår i släktet Pachyurus och familjen havsgösfiskar. Inga underarter finns listade i Catalogue of Life.